# Панкрате, Янина Дмитриевна
Яни́на Дми́триевна Па́нкрате (латыш. Janīna Pankrate; 1924—1997) — советская латвийская артистка, балетмейстер и педагог. народная артистка Латвийской ССР.

## Биография
Родилась 24 января 1924 года в Риге (Латвия).
В 1941 году окончила балетную школу Рижского театра (педагоги О. Леманис и Е. Тангиева-Бирзниек). В 1944—1965 годах в Государственном театре оперы и балета Латвийской ССР. Участвовала в гастролях за рубежом. В 1955—1970 годах преподавала в Рижском хореографическом училище, с 1965 года балетмейстер Государственного театра оперы и балета Латвийской ССР, с 1975 года — педагог Латвийской государственной консерватории.
Была замужем за А. Я. Лембергом.
Умерла 3 мая 1997 года.

## Балетные партии
- «Дон Кихот» Л. Ф. Минкуса — Китри
- «Спящая красавица» П. И. Чайковского — фея Сирени
- «Лайма» А. Я. Лепина — Лайма
- «Лауренсия» А. А. Крейна — Лауренсия
- «Красный мак» Р. М. Глиэра — Тао Хоа
- «Ромео и Джульетта» С. С. Прокофьева — Джульетта
- «Спартак» А. И. Хачатуряна — Эгина
- «Юность» М. И. Чулаки — Эгина
- «Сакта свободы» А. П. Скулте — Лелде
- «Доктор Айболит» И. В. Морозова — Варвара
- «На берегу моря» Ю. Юзелюнаса — Касте
- «Золушка» С. С. Прокофьева — Сводная сестра
- «Лесная песня» М. А. Скорульского — Килина
- «Стабурадзе» А. Я. Калниня — Даугава
- «Сказка о Попе и о работнике его Балде» М. И. Чулаки — Поповна
- «Болеро» М. Равеля — Испанка
- «У голубого Дуная» на музыку И. Штрауса — Франциска
- «Симфонические танцы» на музыку С. В. Рахманинова — Золотая дама

## Награды и премии
- Орден Трудового Красного Знамени (03.01.1956)
- Сталинская премия второй степени (1951) — за исполнение партии Лелде в балетном спектакле «Сакта свободы» А. П. Скулте (1950) на сцене ГАТОБ Латвийской ССР
- народная артистка Латвийской ССР
- заслуженная артистка Латвийской ССР (1954)

1. ↑  Visuotinė lietuvių enciklopedija (лит.)